# Amir Al-Ammari
Amir Al-Ammari, född 27 juli 1997 i Jönköping, är en svensk-irakisk fotbollsspelare som spelar för Cracovia i Ekstraklasa.

## Klubbkarriär

### Tidig karriär
Al-Ammari är uppvuxen i Huskvarna och hans moderklubb är IFK Öxnehaga. Som tolvåring gick han till Husqvarna FF. I juli 2013 blev Al-Ammari ungdomsproffs i danska Brøndby IF, där han skrev på ett treårskontrakt.

### Husqvarna FF
Den 1 mars 2017 blev det klart att Al-Ammari återvände till Husqvarna FF, där han skrev på ett tvåårskontrakt. Under säsongen 2017 gjorde Al-Ammari sju mål 24 ligamatcher. Han spelade även två matcher i Svenska cupen, mot Borås AIK (där han även gjorde mål) och Östers IF.

### Jönköpings Södra
Den 11 december 2017 värvades Al-Ammari av Jönköpings Södra, där han skrev på ett treårskontrakt. Al-Ammari debuterade den 18 februari 2018 i en 2–1-förlust mot IK Frej i Svenska cupen. Han spelade ytterligare två matcher i gruppspelet (mot Degerfors IF och Djurgårdens IF), där J-Södra slutade på sista plats i grupp 3. Den 1 april 2018 gjorde Al-Ammari sin Superettan-debut i en 2–1-förlust mot GAIS, där han blev inbytt i den 87:e minuten mot Tom Siwe.
Den 21 april 2019 gjorde Al-Ammari två mål i en 7–1-vinst över Norrby IF, varav ett mål var ett skott från egen planhalva. Efter säsongen 2020 lämnade Al-Ammari J-Södra.

### Halmstads BK
I februari 2021 värvades Al-Ammari av Halmstads BK. Han gjorde allsvensk debut den 11 april 2021 i en 1–0-vinst över BK Häcken.

### IFK Göteborg
Den 14 januari 2022 värvades Al-Ammari av IFK Göteborg, där han skrev på ett treårskontrakt.

#### Utlåningar
I juli 2022 lånades Al-Ammari ut till Mjällby AIF för resten av säsongen 2022. I februari 2023 lånades han ut till tidigare klubben Halmstads BK på ett låneavtal fram till augusti.

### Återkomst till Halmstads BK
Den 26 juli 2023 kom beslutet om att Halmstads BK köper loss Al-Ammari. Han skrev på ett 1,5-årskontrakt med klubben.

## Landslagskarriär
Al-Ammari debuterade för Sveriges U19-landslag den 16 september 2014 i en 2–2-match mot Norge, där han blev inbytt i den 81:a minuten mot Kevin Carlsson. Totalt spelade Al-Ammari fyra matcher för U19-landslaget.
I oktober 2018 blev Al-Ammari uttagen i Iraks U23-landslag till ett landslagsläger i Turkiet. I slutet av januari 2019 spelade Irak en dubbellandskamp mot Saudiarabien, där Al-Ammari gjorde mål i båda matcherna. I mars 2019 spelade Al-Ammari i tre kvalmatcher till U23-Asiatiska mästerskapet, där han även gjorde två mål.

## Karriärstatistik
| Klubb              | Säsong             | Liga               | Liga    | Liga | Svenska cupen | Svenska cupen | Övrigt  | Övrigt | Totalt  | Totalt |
| Klubb              | Säsong             | Division           | Matcher | Mål  | Matcher       | Mål           | Matcher | Mål    | Matcher | Mål    |
| ------------------ | ------------------ | ------------------ | ------- | ---- | ------------- | ------------- | ------- | ------ | ------- | ------ |
| Husqvarna FF       | 2017               | Division 1 Södra   | 24      | 7    | 2             | 1             | —       | —      | 26      | 8      |
| Jönköpings Södra   | 2018               | Superettan         | 28      | 2    | 4             | 1             | —       | —      | 32      | 3      |
| Jönköpings Södra   | 2019               | Superettan         | 30      | 6    | 4             | 0             | —       | —      | 34      | 6      |
| Jönköpings Södra   | 2020               | Superettan         | 30      | 9    | 3             | 0             | 2       | 0      | 35      | 9      |
| Jönköpings Södra   | Totalt             | Totalt             | 88      | 17   | 11            | 1             | 2       | 0      | 101     | 18     |
| Halmstads BK       | 2021               | Allsvenskan        | 29      | 3    | 4             | 1             | 2       | 0      | 35      | 4      |
| IFK Göteborg       | 2022               | Allsvenskan        | 11      | 0    | 2             | 0             | —       | —      | 13      | 0      |
| Mjällby AIF (lån)  | 2022               | Allsvenskan        | 12      | 1    | 1             | 0             | —       | —      | 13      | 1      |
| Totalt i karriären | Totalt i karriären | Totalt i karriären | 164     | 28   | 20            | 3             | 4       | 0      | 188     | 31     |

1. ↑  Uppflyttningskvalmatcher mot Kalmar FF.[30][31]
2. ↑  Nedflyttningskvalmatcher mot Helsingborgs IF.[32][33]